# Круті Озерки
Круті́ Озерки́ (рос. Крутые Озерки) — присілок у складі Ішимського району Тюменської області, Росія.
Населення — 126 осіб (2010, 153 у 2002).
Національний склад станом на 2002 рік:
- росіяни — 89 %